# نيكولاس ساند
نيكولاس ساند (بالإنجليزية: Nicholas Sand)‏ هو كيميائي أمريكي، ولد في 10 مايو 1941 في نيويورك في الولايات المتحدة، وتوفي في 24 أبريل 2017 في Lagunitas, California ‏ في الولايات المتحدة بسبب نوبة قلبية.